# Barnarp och Odensjö
Barnarp och Odensjö – miejscowość (tätort) w Szwecji, w regionie administracyjnym (län) Jönköping, w gminie Jönköping.
Według danych Szwedzkiego Urzędu Statystycznego liczba ludności wyniosła: 2646 (31 grudnia 2015), 2921 (31 grudnia 2018) i 2942 (31 grudnia 2019).